# Garnish (Terranova y Labrador)
Garnish es un pueblo canadiense situado en la provincia de Terranova y Labrador.

## Superficie
Garnish tiene una superficie de 39,1 km².

## Demografía
En 2021, tenía 542 habitantes, una densidad poblacional de 13,9 hab./km², y 306 viviendas.